# Havana (Dakota del Norte)
Havana es una ciudad ubicada en el condado de Sargent en el estado estadounidense de Dakota del Norte. En el censo de 2010 tenía una población de 71 habitantes y una densidad poblacional de 72,91 personas por km².

## Geografía
Havana se encuentra ubicada en las coordenadas 45°57′15″N 97°37′7″O / 45.95417, -97.61861. Según la Oficina del Censo de los Estados Unidos, Havana tiene una superficie total de 0.97 km², de la cual 0.97 km² corresponden a tierra firme y (0.27%) 0 km² es agua.

## Demografía
Según el censo de 2010, había 71 personas residiendo en Havana. La densidad de población era de 72,91 hab./km². De los 71 habitantes, Havana estaba compuesto por el 97.18% blancos, el 0% eran afroamericanos, el 0% eran amerindios, el 0% eran asiáticos, el 0% eran isleños del Pacífico, el 0% eran de otras razas y el 2.82% pertenecían a dos o más razas. Del total de la población el 1.41% eran hispanos o latinos de cualquier raza.